# Chemical & Engineering News
Chemical & Engineering News oder abgekürzt als C&EN ist eine internationale chemische Fachzeitschrift. Sie wird von der American Chemical Society herausgegeben.
Die Zeitschrift wurde 1923 gegründet und ist seit 1998 auch online verfügbar.
Die 156.876 ACS-Mitglieder erhalten die Zeitschrift. Die Online-Ausgaben wurden insgesamt 12 Millionen Mal angesehen.
Der Impact Factor lag im Jahr 2014 bei 0,269.